# Leonardo Rocha
Leonardo Rocha (sinh ngày 7 tháng 3 năm 1985) là một cầu thủ bóng đá người Brasil.

## Sự nghiệp câu lạc bộ
Leonardo Rocha đã từng chơi cho FC Gifu.